# 辛威
辛 威（しん い、512年 - 580年）は、中国の西魏から北周にかけての軍人。本貫は隴西郡狄道県。

## 経歴
北魏の河州四面大都督の辛生の子として生まれた。はじめ賀抜岳の西征に従って功績を挙げ、都督・輔国将軍となった。534年、宇文泰が賀抜岳の部衆を引き継ぐと、辛威は召されて帳内となった。まもなく羽林監に任ぜられ、白土県伯に封ぜられた。孝武帝を迎え、迴洛城を攻撃するのに、功績は最上とされた。535年、西魏が建国されると、寧遠将軍に任ぜられた。通直散騎常侍に累進し、爵位は侯に進んだ。従軍して竇泰を捕らえ、弘農を奪回し、沙苑に戦い、いずれも先鋒として活躍した。前後の功により、撫軍将軍・銀青光禄大夫の位を受けた。于謹の下で襄城を落とした。また独孤信に従って洛陽に入り、河橋の戦いに参加し、持節を加えられ、爵位は公に進んだ。539年、揚州刺史に任ぜられ、大都督を加えられた。547年、車騎大将軍・儀同三司となり、驃騎大将軍・開府儀同三司に転じ、普屯氏の姓を受け、敷州刺史として出向した。河州刺史に転じ、河州大中正をつとめた。
557年、北周の孝閔帝が即位すると、大将軍に任ぜられ、爵位は枹罕郡公に進んだ。北斉の司馬消難が北周に帰順してくると、辛威と達奚武が応接にあたった。561年、兵を率いて丹州の胡族の乱を討ち、これを撃破した。563年、達奚武とともに陽関を攻撃して、これを落とした。564年、尉遅迥の下で洛陽を包囲し、帰還すると小司馬に任ぜられた。566年、位は柱国に進んだ。再び行軍総管となって、綏州・銀州などの胡族の乱を討ち、これらを平定した。571年、斉王宇文憲の東征に従い、伏龍など5城を落とした。572年、大司寇に任ぜられた。574年、少傅に転じ、寧州総管として出向した。578年、位は上柱国に進んだ。580年、宿国公に進み、再び少傅となった。その年の冬、69歳で死去した。
子の辛永達が後を嗣ぎ、儀同大将軍に上った。

## 伝記資料
- 『周書』巻27 列伝第19
- 『北史』巻65 列伝第53